# Фінансовий директор
Фіна́нсовий дире́ктор (CFO англ. chief financial officer) — один з вищих керівників компанії, відповідальний за управління фінансовими потоками бізнесу, за фінансове планування та звітність. Визначає фінансову політику організації, розробляє і здійснює заходи щодо забезпечення її фінансової стійкості. Керує роботою з управління фінансами виходячи із стратегічних цілей та перспектив розвитку організації, за визначенням джерел фінансування з урахуванням ринкової кон'юнктури. У типовій схемі управління компанією займає пост віце-президента з фінансів і підзвітний президенту компанії або генеральному директору. Часто є членом ради директорів.

## Освіта
CFO корисно отримати фінансову або економічну освіту в авторитетних вишах Україні або за її межами (не секрет, що на українському ринку найкращий другий варіант). Найкращий вибір — спеціальність «фінансовий менеджмент». Більшість, якщо не всі, українських роботодавців нарікають на дефіцит висококваліфікованих фінансистів та управлінців у цій сфері.

### Кваліфікація
Гарним доповненням до вищої освіти стане диплом MBA в галузі фінансового менеджменту — часто він підвищує цінність професіоналів. Високо котируються, а іноді і потрібні в обов'язковому порядку професійні сертифікати ACCA, CFA, CPA.

## Функціональні обов'язки CFO
Обов'язки фінансового директора залежать від багатьох факторів: масштабу бізнесу, організаційної структури, видіння власників, стратегії, ситуації на ринку, пріоритетів і т. д. Загалом функціонал виглядає так:
- Організація управління фінансовими ресурсами бізнесу, регулювання фінансових відносин.
- Ведення переговорів з партнерами: банками, кредитними установами та ін
- Координація роботи з проведення аналізу фінансово-економічного стану компанії.
- Розробка та контроль облікової, податкової, кредитної, інвестиційної політик.
- Управління активами підприємства.
- Організація та контроль над виконанням фінансових планів і бюджетів.
- Розподіл фінансових коштів між департаментами.
- Взаємодія з командою топ-керівників.

## Перспективи CFO
Як правило, позиції CFO передують посади бухгалтера, фінансового менеджера, аналітика або контролера. А ось кар'єрне зростання досить обмежене: посада фіндиректора — це практично стеля корпоративної ієрархії. Часто CFO обирають інший шлях: переходять в організацію побільше/поцікавіше, щоб збільшити винагороду і займатися складнішими завданнями. А багато стають співвласниками компаній, в яких працюють, або створюють власний бізнес — багаж знань і досвіду грамотного фіндиректора дозволяє врахувати всі ризики та перспективи таких кроків.